# Kim Joo-hun
Kim Joo-hun (en hangul, 김주헌; hanja: 金柱憲; RR: Gim Ju-heon; nacido el 1 de marzo de 1980) es un actor de televisión y teatro surcoreano.

## Biografía
Estudió en el Instituto de las Artes de Seúl.

## Carrera
Es miembro de la agencia "S.A.L.T Entertainment".
En julio de 2019 se unió al elenco recurrente de la serie Designated Survivor: 60 Days, donde dio vida a Jung Han-mo, el jefe del grupo "Terrorism Task Force" del Servicio Nacional de Inteligencia (NIS) de Corea del Sur.
En enero de 2020 se unió al elenco de la serie Romantic Doctor, Teacher Kim 2 (también conocida como "Dr. Romantic 2"), donde interpretó al médico Park Min-kook, el responsable del centro de pruebas de trauma de emergencia en el Hospital Doldam, hasta el final de la serie el 25 de febrero del mismo año.
En junio del mismo año se unió al elenco recurrente de la serie It's Okay to Not Be Okay, donde dio vida a Lee Sang-in, el CEO de la editorial "Sangsangyisang Publishing", quien trabaja junto a Ko Moon-young (Seo Ye-ji), hasta el final de la serie el 9 de agosto del mismo año.
El 7 de octubre del mismo año se unió al elenco principal de la serie Do Do Sol Sol La La Sol, donde interpretó a Cha Eun-seok, un cirujano ortopédico que transmite confianza y seguridad, hasta el final de la serie el 27 de noviembre del mismo año.
El 17 de octubre del mismo año realizó una aparición especial durante el primer episodio de la serie Start-Up, donde dio vida a Seo Chung-myung, el padre de Won In-jae (Kang Han-na) y Seo Dal-mi (Suzy).
En marzo de 2021 se confirmó que se había unido al elenco principal de la serie Now, We Are Breaking Up, donde interpretará a Seok Do-hoon, el experto CEO de la compañía de relaciones públicas.
En noviembre del mismo año se confirmó que se había unido al elenco de la serie Big Mouse, donde interpretará a Choi Do-ha, el ambicioso alcalde de Gucheon, quien después de probar la autoridad como exfiscal, se asocia con políticos, la prensa y el mundo financiero, recibiendo reconocimiento como miembro oficial de NR Forum, una organización privada solo para la clase alta.

## Filmografía

### Series de televisión
| Año     | Título                          | Personaje            | Notas                              | Ref.          |
| ------- | ------------------------------- | -------------------- | ---------------------------------- | ------------- |
| 2016    | 38 Revenue Collection Unit      | Investigador Park    |                                    |               |
| 2017    | Argon                           | Ahn Jae-geun         |                                    | [ 14 ]        |
| 2018    | Too Bright For Romance          | Crítico              | Drama Special Season 9, 1 episodio |               |
| 2018    | Dreamers                        | Mánager              | Drama Special Season 9, 1 episodio |               |
| 2018    | Ambergris                       | Hombre en el Metro   | Ep. n.º 2                          |               |
| 2018    | Encounter                       | Lee Dae-chan         |                                    | [ 15 ]        |
| 2019    | Kill It                         | Min Hyuk             |                                    |               |
| 2019    | Designated Survivor: 60 Days    | Jung Han-mo          |                                    |               |
| 2020    | Romantic Doctor, Teacher Kim 2  | Dr. Park Min-kook    | 16 episodios                       | [ 16 ]        |
| 2020    | It's Okay to Not Be Okay        | Lee Sang-in          |                                    |               |
| 2020    | Start-Up                        | Seo Chung-myung      | Aparición especial, 2 episodios    |               |
| 2020    | Do Do Sol Sol La La Sol         | Dr. Cha Eun-seok     |                                    |               |
| 2020    | Traces of Love                  | Amigo de Jung Ji-sub | Drama Stage Season 11              |               |
| 2021    | EP, Goodbye Dorothy             | -                    | Drama Stage Season 4               | [ 17 ]        |
| 2021    | Dr. Brain                       | Im Jun-ki            | Aparición especial                 |               |
| 2021-22 | Now, We Are Breaking Up         | Seok Do-hoon         |                                    |               |
| 2022    | Our Beloved Summer              | Voz                  | Aparición especial, ep. 12         |               |
| 2022    | Tribunal de menores             | Namkoong Yi-hwan     |                                    |               |
| 2022    | Woo, una abogada extraordinaria | Bae In-cheol         | Aparición especial, ep. 15         | [ 18 ] [ 19 ] |
| 2022    | Big Mouse                       | Choi Do-ha           |                                    | [ 20 ]        |
| 2023    | El naufragio de una diva        | Lee Seo-joon         |                                    | [ 21 ]        |
| 2024    | Missing Crown Prince            | Choi Sang-rok        |                                    | [ 22 ] [ 23 ] |
| 2024    | The Tyrant                      | Director Sa          | Serie web, 4 episodios             | [ 24 ]        |
| 2025    | Si las estrellas hablaran       | Park Dong-ah         |                                    | [ 25 ] [ 26 ] |
| 2025    | Kick Kick Kick Kick             | Don Man-hee          | Aparición especial, ep. 1          |               |

### Series web
| Año  | Título        | Personaje | Notas |
| ---- | ------------- | --------- | ----- |
| 2022 | Soundtrack #1 | Woo-il    |       |

### Películas
| Año  | Título                               | Personaje                    | Notas                                                                                        |
| ---- | ------------------------------------ | ---------------------------- | -------------------------------------------------------------------------------------------- |
| 2020 | Untact                               | -                            | (corto)                                                                                      |
| 2020 | Welcome to the Guesthouse            | Gi-hoon                      | junto a Lee Hak-joo, Shin Jae-hoon, Kim Bum-jin y Son Jong-hak                               |
| 2018 | Marital Harmony                      | Yook-son                     | junto a Shim Eun-kyung, Lee Seung-gi, Yeon Woo-jin, Kang Min-hyuk y Choi Woo-shik            |
| 2017 | Memoir of a Murderer: Another Memory | Detective Encubierto         | junto a Sol Kyung-gu, Kim Nam-gil, Kim Seol-hyun y Park Gwang-jae                            |
| 2017 | Memoir of a Murderer                 | Detective Encubierto         | junto a Sol Kyung-gu, Kim Nam-gil, Kim Seol-hyun, Oh Dal-su, Hwang Seok-jeong y Kim Hye-yoon |
| 2017 | Coffee Mate                          | Enfermero                    | junto a Yoon Jin-seo, Oh Ji-ho, Kim Min-seo, Lee Seon-ho y Kim Jin-yeop                      |
| 2016 | Train to Busan                       | Entrenador de Béisbol        | junto a Gong Yoo, Kim Su-an, Ma Dong-seok, Jung Yu-mi, Kim Eui-sung y Choi Woo-shik          |
| 2016 | A Violent Prosecutor                 | Hombre #2                    | junto a Hwang Jung-min, Gang Dong-won, Lee Sung-min, Park Sung-woong y Kim Byeong-ok         |
| 2015 | The Accidental Detective             | Líder de una Banda           | junto a Kwon Sang-woo, Sung Dong-il, Seo Young-hee, Lee Il-hwa y Park Hae-joon               |
| 2015 | Planck Constant                      | Entrenador de Fitness        |                                                                                              |
| 2014 | The Con Artists                      | -                            | junto a Kim Woo-bin, Lee Hyun-woo, Kim Yeong-cheol, Ko Chang-seok y Jung Man-sik             |
| 2014 | Tazza: The Hidden Card               | Socio de Agui                | junto a T.O.P, Shin Se-kyung, Kwak Do-won y Lee Ha-nui                                       |
| 2013 | Way Back Home                        | Investigador de los Fiscales | junto a Jeon Do-yeon, Go Soo, Ryu Tae-ho, Bae Sung-woo y Joanna Kulig                        |
| 2008 | A Matter Of Principal                | Jeong-jae                    |                                                                                              |

### Teatro
| Año        | Obra                                      | Personaje     | Notas                 |
| ---------- | ----------------------------------------- | ------------- | --------------------- |
| 2019       | The Pride (프라이드)                      | 필립          | junto a Lee Hyun-wook |
| 2018       | 돌아서서 떠나라                           | 상두          |                       |
| 2018       | 카포네 트릴로지                           | 올드맨        |                       |
| 2017       | 레일을 따라, 붉은 칸나의 바다로           | 명            |                       |
| 2017       | 거미 여인의 키스                          | 몰리나        |                       |
| 2017       | M.Butterfly                               | 르네 갈리마르 |                       |
| 2017       | 왕위 주장자들                             | 호콘          |                       |
| 2014       | 형민이 주영이                             | 주영          |                       |
| 2014       | 요요현상                                  | -             |                       |
| 2014       | 색다른 이야기 읽기 취미를 가진 사람들에게 | 달수          |                       |
| 2013       | 돌고돌고                                  | -             |                       |
| 2012, 2013 | 하늘은 위에둥둥 태양을 들고               | 이상          |                       |
| 2012       | 사람 꽃으로 피다                          | -             |                       |
| 2012       | 쥐                                        | 큰아들        |                       |
| 2012       | 죽은 남자의 핸드폰                        | 고든          |                       |
| 2011       | 잠 못드는 밤은 없다                       | 하야토        |                       |
| 2011       | 속살                                      | 형기          |                       |
| 2011       | 오이디푸스 왕                             | 오이디푸스    |                       |
| 2011       | 처음처럼 - 제1회 대학로 코미디페스티벌    | -             |                       |
| 2007       | 갱스터 no.1                               | 김봉우        |                       |

### Anuncios
| Año  | Título               | Notas                                           |
| ---- | -------------------- | ----------------------------------------------- |
| 2021 | Binggrae's Ice Cream | junto a Park Ho-san, Choi Moo-sung y Oh My Girl |

## Premios y nominaciones
| Año  | Categoría                                                    | Premio                       | Trabajo                        | Resultado |
| ---- | ------------------------------------------------------------ | ---------------------------- | ------------------------------ | --------- |
| 2021 | Excellence Award, Actor in a Miniseries Romance/Comedy Drama | 2021 SBS Drama Award         | Now, We Are Breaking Up        | Ganó      |
| 2020 | Best Supporting Actor                                        | 28th SBS Drama Award         | Romantic Doctor, Teacher Kim 2 | Ganó      |
| 2017 | Best Actor                                                   | UAS LAFF Short Film Showdown | -                              | Ganó      |
| 2011 | 연기상                                                       | 제11회 2인극 페스티벌        | -                              | Ganó      |